# Hockey
Pour les articles homonymes, voir Hockey (homonymie).

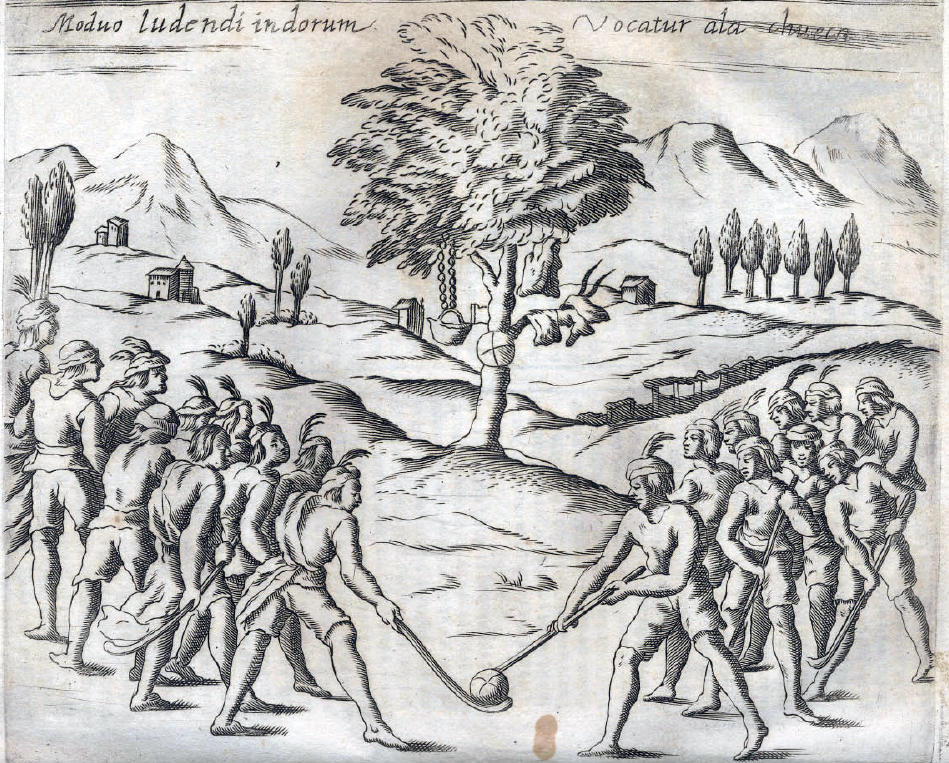
Mapuches indigènes jouant au palín, illustré dans Histórica Relación del Reino de Chile par Alonso de Ovalle, Rome, 1646.

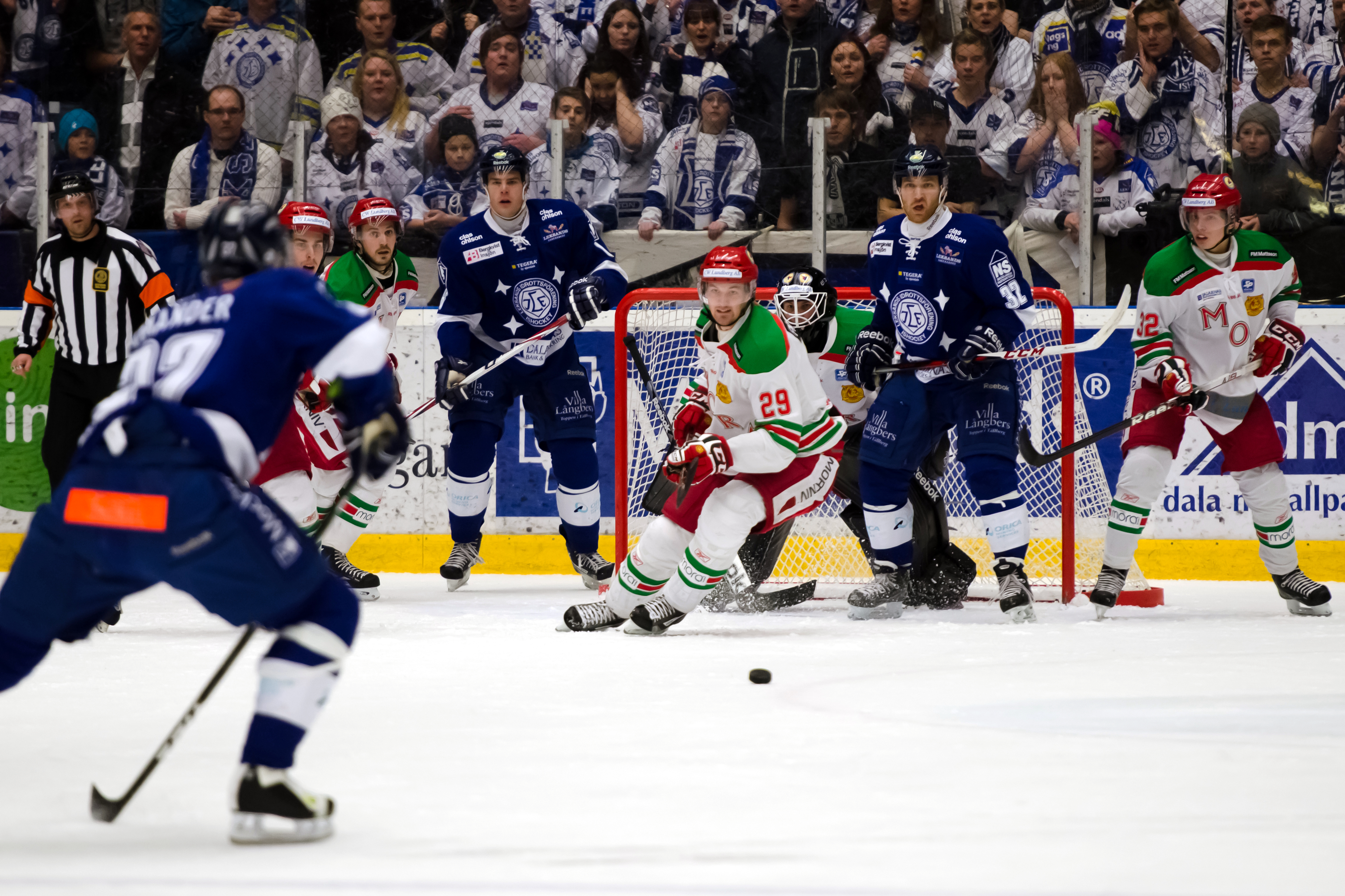
Une partie de hockey sur glace en seconde division suédoise.

Le hockey est un sport collectif dans lequel s’opposent deux équipes dont l’objectif est de faire pénétrer une balle ou un palet (rondelle) dans le but de l'adversaire à l'aide d'une crosse. Il existe de nombreux types de hockey comme le bandy, le hockey sur gazon, le hockey sur glace ou le rink hockey.
Dans la plupart des pays du monde, le terme hockey désigne en soi le hockey sur gazon, tandis qu'au Canada, aux États-Unis, en Russie et dans la plupart des pays d'Europe de l'Est et du Nord, le terme désigne généralement le hockey sur glace.

## Étymologie
La première utilisation enregistrée du mot hockey se trouve dans un livre de 1773, Juvenile Sports and Pastimes, to Which Are Prefixed, Memoirs of the Author: Including a New Mode of Infant Education par Richard Johnson, dont le chapitre XI est intitulé Nouvelles améliorations sur le jeu du hockey. La croyance que le hockey est mentionné dans une proclamation de 1363 par le roi Édouard III d'Angleterre est basée sur des traductions modernes de la proclamation, qui est à l'origine en latin et interdit explicitement les jeux Pilam Manualem, Pedivam, & Bacularem: & ad Canibucam & Gallorum Pugnam,. L'historien et biographe anglais John Strype n'utilise pas le mot « hockey » lorsqu'il traduit la proclamation en 1720, traduisant plutôt Canibucam par Cambuck. Cela peut faire référence à une forme précoce de hockey ou à un jeu plus semblable au golf ou au croquet.
Le mot hockey lui-même est d'origine inconnue. Une supposition est qu'il s'agit d'un dérivé de hoquet, un mot du moyen français pour une houlette. Les extrémités incurvées ou «crochues» des bâtons utilisés pour le hockey auraient en effet ressemblé à ces bâtons. Une autre supposition découle de l'utilisation connue de bouchons de liège à la place de boules en bois pour jouer au jeu. Les bouchons provenaient de barriques contenant de la bière "hock", également appelée "hocky".

## Histoire

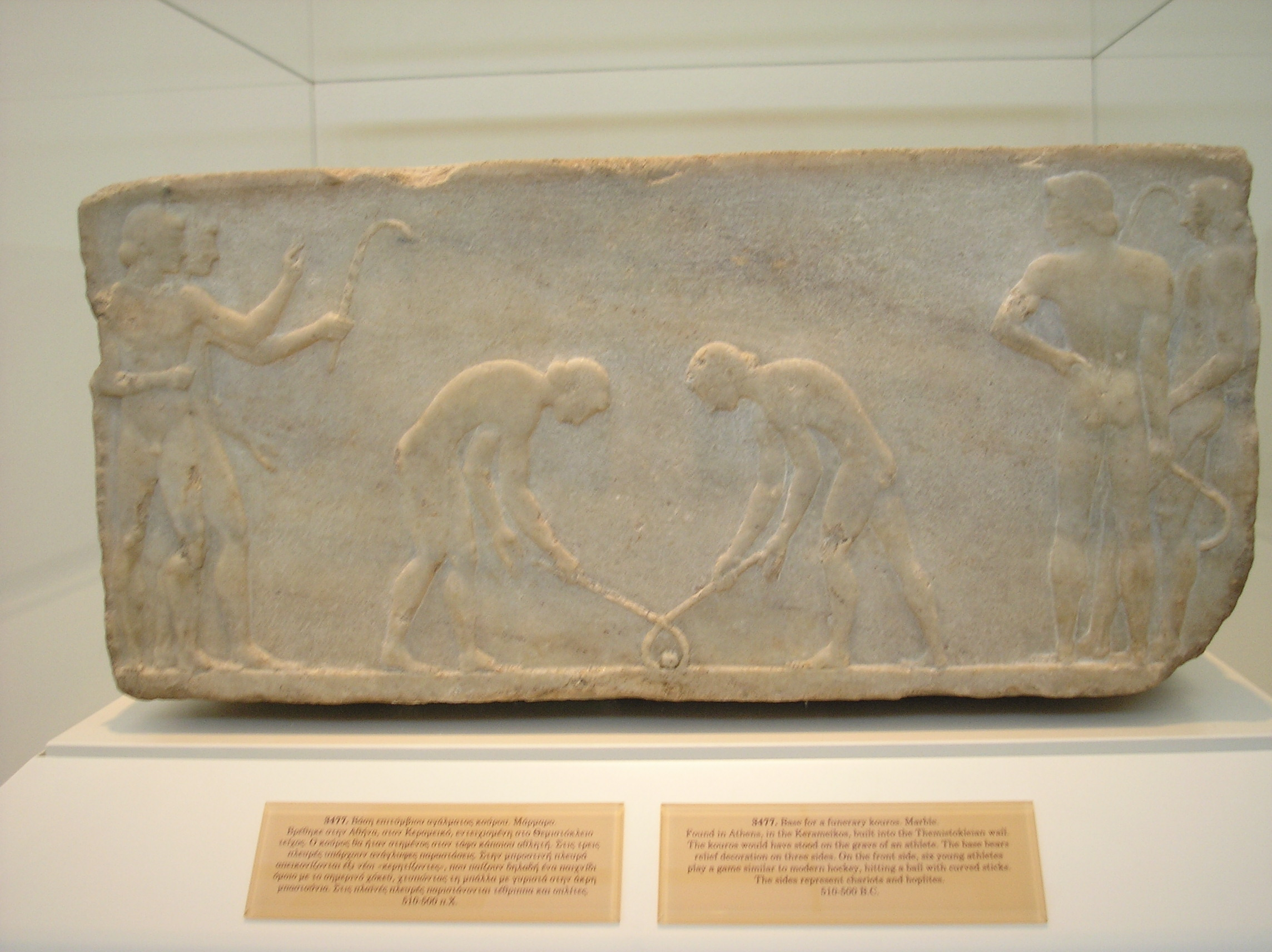
Bas relief d'env. 600 av. J.-C. exposé au Musée national archologique d'Athènes.

Les jeux joués avec des bâtons courbes et une balle peuvent trouver dans l'histoire de nombreuses cultures. En Égypte ancienne, des sculptures vieilles de 4000 ans présentent des équipes avec des bâtons et un projectile, le hurling précède 1272 av. J.-C. en Irlande, et il y a une représentation d'environ 600 av. J.-C. dans la Grèce antique, où le jeu peut avoir été appelé kerētízein ou (ηερητίζειν) parce qu'il était joué avec une corne ou un bâton en forme de corne (kéras, κέρας). En Mongolie-Intérieure, le peuple Daur joue au beikou, un jeu similaire au hockey sur gazon moderne, depuis environ 1000 ans.
La plupart des preuves de jeux de type hockey au Moyen Âge se trouvent dans la législation concernant les sports et les jeux. Le Statut de Galway promulgué en Irlande en 1527 interdit certains types de jeux de balle, y compris les jeux utilisant des bâtons «à crochets» (écrits « hockie », semblables à «hooky»).
Au XIXe siècle, les diverses formes et divisions des jeux historiques commencent à se fondre dans les sports individuels définis aujourd'hui. Des organisations dédiées à la codification des règles et règlements se forment, et des organismes nationaux et internationaux voient le jour pour gérer la concurrence nationale et internationale.

## Types

### Bandy

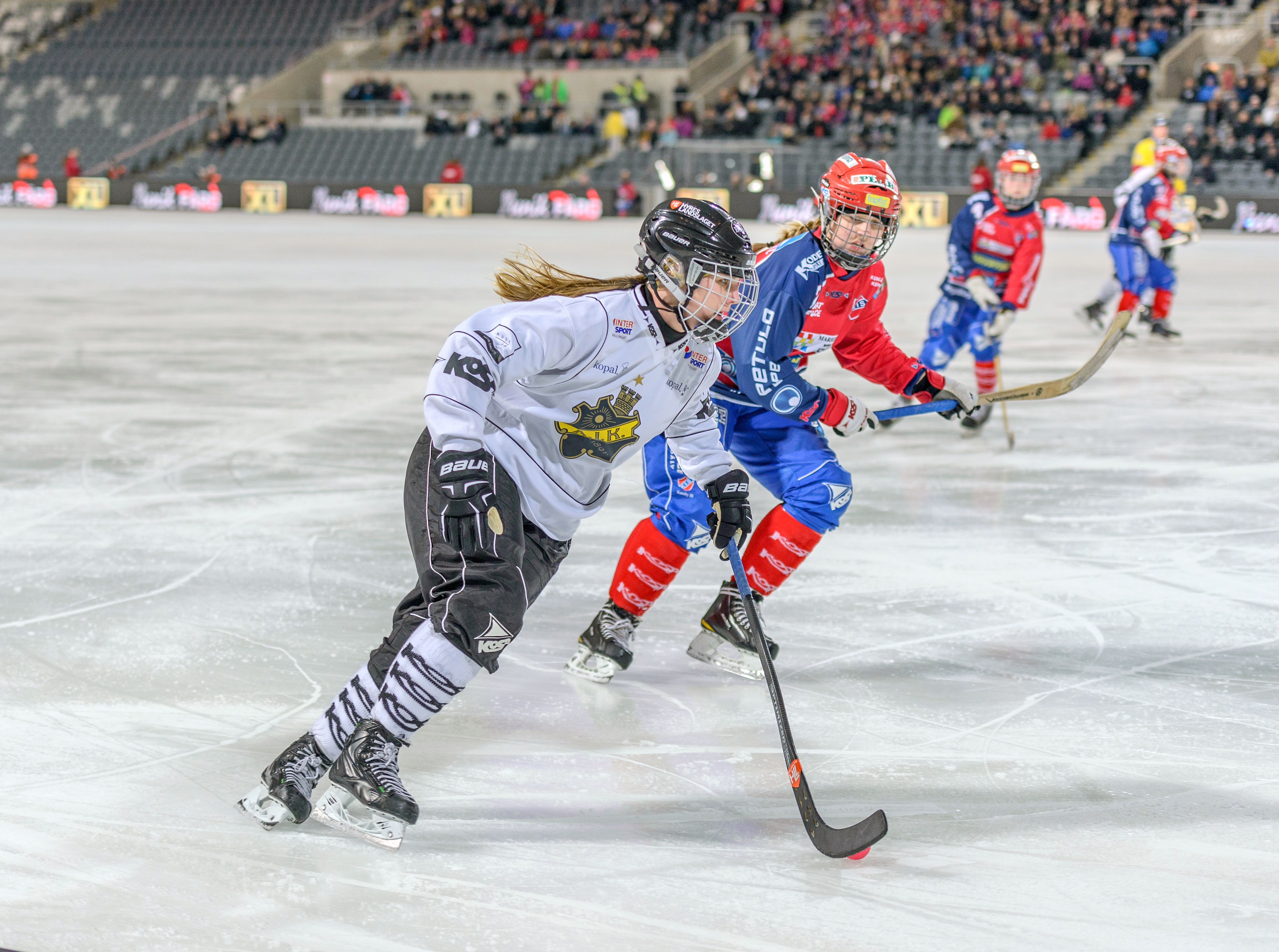
Jeu de bandy en Suède.

Le bandy se joue avec un ballon sur une patinoire de la taille d'un terrain de football, généralement à l'extérieur, et avec de nombreuses règles similaires au football. Il est joué professionnellement en Russie et en Suède. Le sport est reconnu par le CIO ; son organe directeur international est la Fédération internationale de bandy.
Le bandy prend ses racines en Angleterre au XIXe siècle, appelé à l'origine "hockey sur glace", avant de se répandre à d'autres pays européens vers 1900. Un sport russe similaire peut également être considéré comme un prédécesseur et en Russie, le bandy est parfois appelé «hockey russe». Des championnats du monde de Bandy ont lieu depuis 1957 et les championnats du monde féminin de bandy depuis 2004. Il existe des championnats nationaux de clubs dans de nombreux pays.

### Hockey sur gazon

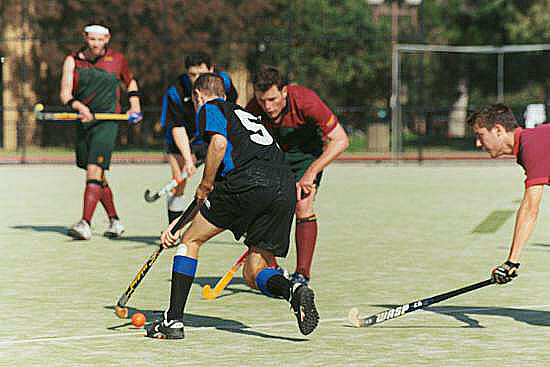
Match de hockey sur gazon à l'Université de Melbourne.

Le hockey sur gazon se joue sur du gravier, du gazon naturel ou du gazon artificiel avec une petite balle dure d'environ 73 mm de diamètre. Le jeu est populaire parmi les hommes et les femmes dans de nombreuses régions du monde, en particulier en Europe, en Asie, en Australie, en Nouvelle-Zélande, en Afrique du Sud et en Argentine. Dans la plupart des pays, le jeu se joue entre des équipes non mixtes, bien qu'elles puissent l'être.
L'organe directeur est la Fédération internationale de hockey sur gazon (FIH), qui compte 126 membres. Le hockey sur gazon masculin est pratiqué à chaque Jeux olympiques d'été depuis 1908, sauf en 1912 et 1924, tandis que le hockey sur gazon féminin est joué aux Jeux olympiques d'été depuis 1980.
Les bâtons de hockey sur gazon modernes sont fabriqués à partir d'un composite de bois, de fibre de verre ou de fibre de carbone (parfois les deux) et sont en forme de "J", avec un crochet incurvé à l'extrémité de jeu, une surface plane du côté du jeu et une surface incurvée à l'arrière côté. Tous les bâtons sont droitiers - les bâtons gauchers ne sont pas autorisés.
Alors que le hockey sur gazon dans sa forme actuelle est apparu au milieu du XVIIIe siècle en Angleterre, principalement dans les écoles, ce n'est que dans la première moitié du XIXe siècle qu'il s'est fermement établi. Le premier club est créé en 1849 à Blackheath dans le sud-est de Londres. Le hockey sur gazon est le sport national du Pakistan. C'était le sport national de l'Inde jusqu'à ce que le ministère de la Jeunesse et des Sports déclare en août 2012 que l'Inde n'a pas de sport national.

### Hockey sur glace

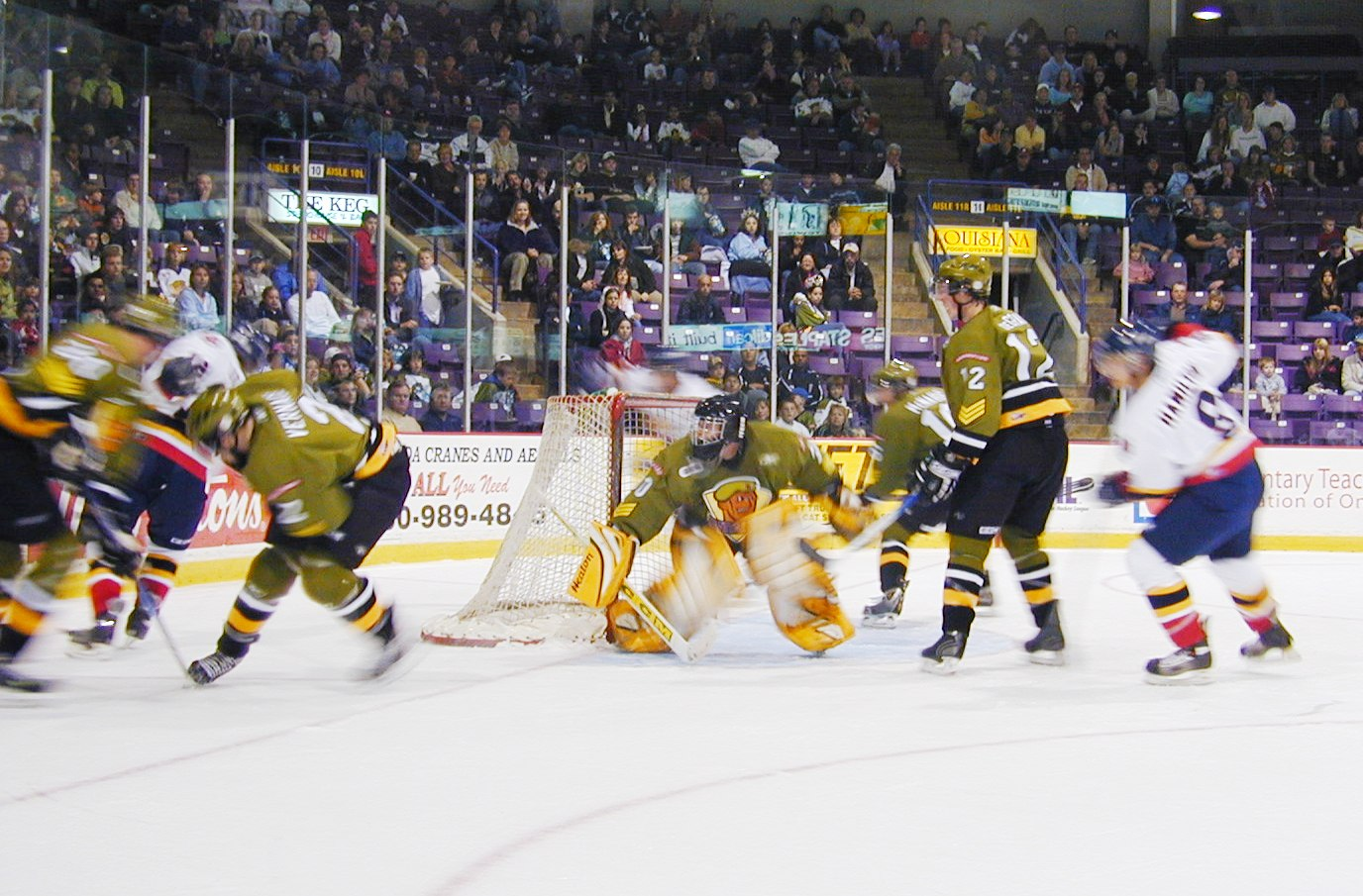
Match de hockey sur glace entre les Colts de Barrie et le Bataillon de Brampton.

Le hockey sur glace se joue entre deux équipes de patineurs sur une grande surface plane de glace.
Avec un bâton mesurant entre 130 et 175  cm de longueur et une rondelle fait de caoutchouc mesurant 7,62cm de diamètre. Cette dernière est souvent gelée avant les parties de haut niveau pour réduire la quantité de rebond et de friction sur la glace. Le jeu est joué partout en Amérique du Nord, en Europe et à des degrés divers dans de nombreux autres pays du monde. C'est le sport le plus populaire au Canada, en Finlande, en Lettonie, en République tchèque et en Slovaquie. Le hockey sur glace est le sport national de la Lettonie et le sport national d'hiver du Canada.
L'organe directeur du jeu international est la Fédération internationale de hockey sur glace (IIHF), composée de 77 membres. Le hockey sur glace masculin est joué aux Jeux olympiques d'hiver depuis 1924 et l'a été aux Jeux olympiques d'été de 1920. Le hockey sur glace féminin est ajouté aux Jeux olympiques d'hiver de 1998. La Ligue nationale de hockey (LNH) d'Amérique du Nord est la ligue professionnelle de hockey sur glace la plus célèbre, attirant les meilleurs joueurs de hockey sur glace du monde entier. Les règles de la LNH sont légèrement différentes de celles utilisées dans le hockey sur glace olympique dans de nombreuses catégories. Les règles internationales du hockey sur glace sont adoptées à partir des règles canadiennes au début des années 1900.
Le sport contemporain s'est développé au Canada à partir d'influences européennes et indigènes. Celles-ci comprennent divers jeux de bâton et de balle similaires au hockey sur gazon, au bandy et à d'autres jeux où deux équipes poussent une balle ou un objet d'avant en arrière avec des bâtons. Celles-ci ont été jouées à l'extérieur sur glace sous le nom de «hockey» en Angleterre tout au long du XIXe siècle, et même plus tôt sous divers autres noms. Au Canada, il y a 24 rapports  de jeux de type hockey au XIXe siècle avant 1875 (cinq d'entre eux utilisant le nom «hockey»). Le premier match de hockey sur glace organisé et enregistré est joué à Montréal, le 3 mars 1875 avec plusieurs étudiants de l'Université McGill.
Les crosses sont de longs bâtons en forme de "L" faits de bois, de graphite ou de composites avec une lame au bas qui peut reposer à plat sur la surface de jeu lorsque le bâton est tenu droit et peut légalement se courber dans les deux sens, que le joueur soit gaucher ou droitier.

### Hockey en fauteuil

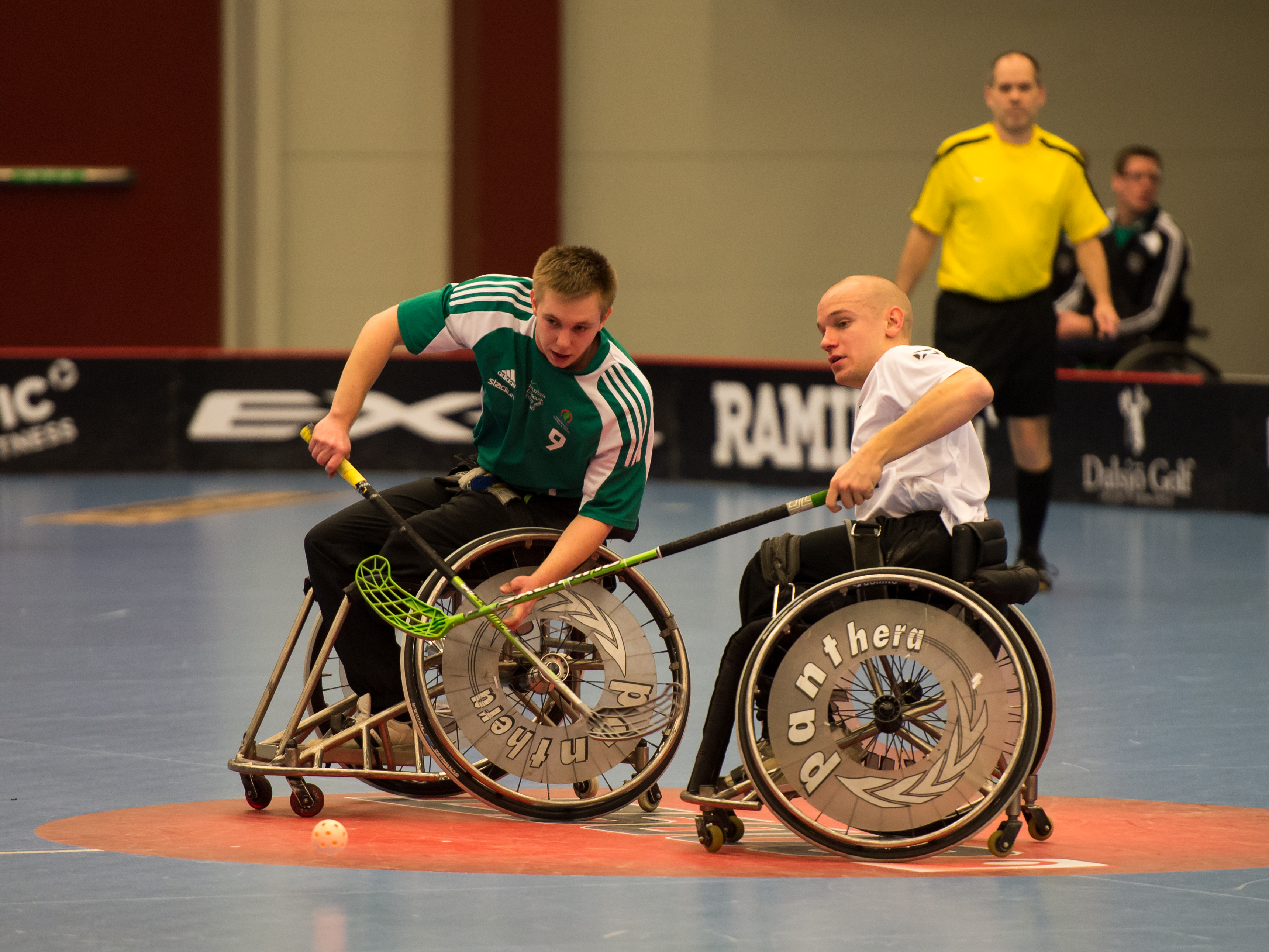
Des joueurs de hockey en fauteuil roulant.

Le hockey en fauteuil roulant électrique, aussi appelé power hockey, est une forme de hockey pour les personnes nécessitant l'utilisation d'un fauteuil roulant électrique. Il est pratiqué en Europe et est régi par l'ICEWH (International Wheelchair and Amputies Sport).

### Hockey sur luge
Le hockey sur luge ou para-hockey sur glace est une forme de hockey sur glace conçue pour les joueurs ayant un handicap physique affectant le bas du corps. Les joueurs s'assoient sur des traîneaux à double lame et utilisent deux bâtons. Chaque bâton a une lame à une extrémité et de petits pics à l'autre. Les joueurs utilisent les bâtons pour passer, manier et tirer le palet ainsi que propulser leurs traîneaux. Les règles sont très similaires aux règles de hockey sur glace de l'IIHF.

### Roller in line hockey
Le roller in line hockey est une variante du roller hockey très similaire au hockey sur glace, dont il est dérivé. Il est joué par deux équipes, composées de quatre patineurs et d'un gardien de but, sur une patinoire sèche divisée en deux moitiés par une ligne médiane, avec un filet à chaque extrémité de la patinoire. Le match se joue en trois périodes de 15 minutes avec une variante de la règle du hors-jeu du hockey sur glace. L'organe directeur est l'IIHF, comme pour le hockey sur glace, mais certaines ligues et compétitions ne suivent pas les règlements de l'IIHF, en particulier USA Inline et Canada Inline.

### Street-hockey
Le street-hockey est une variante de hockey sur glace et de roller hockey jouée toute l'année sur une surface dure (généralement de l'asphalte). Une balle est généralement utilisée à la place d'une rondelle et aucun équipement de protection n'est généralement porté.
Les joueurs de street-hockey portent généralement des patins à roulettes ou des chaussures. Puisque le street-hockey est généralement joué de façon récréative (et non compétitive), les joueurs peuvent utiliser un ou deux filets en fonction de l'équipement et l'espace disponible.

### Rink hockey

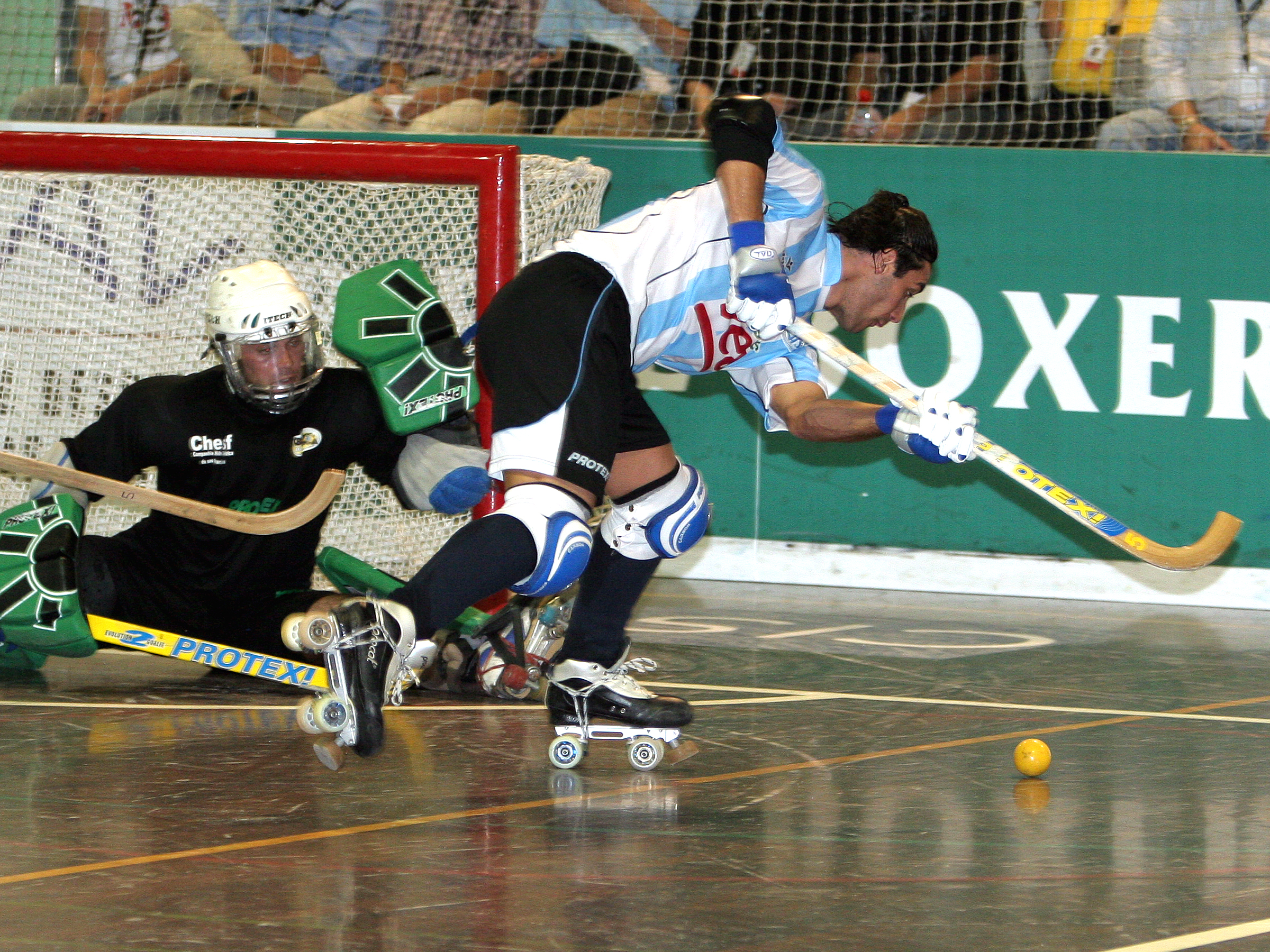
Rink hockey.

Le rink hockey, ou hockey sur patins, est un sport de hockey se jouant sur des patins à roulettes. Ce sport est pratiqué dans plus de soixante pays et a un public mondial. Le roller hockey est un sport de démonstration aux Jeux olympiques d'été de Barcelone de 1992.

## Autres formes de hockey

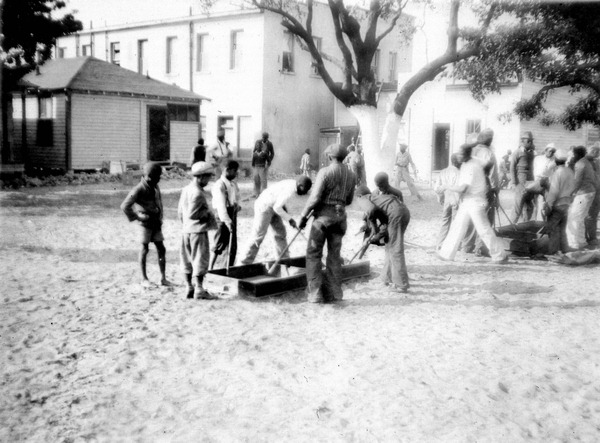
Box Hockey joué à Miami, Floride, 1935.

D'autres jeux dérivés du hockey ou de ses prédécesseurs existent :
- Air Hockey : se joue à l'intérieur avec une rondelle sur une table à coussin d'air.
- Le hockey de plage, une variante du hockey de rue, est un sport courant sur les plages du sud de la Californie.
- Le ballon-balai se joue sur une patinoire de hockey sur glace, mais avec une balle au lieu d'une rondelle et un «balai» (en fait un bâton avec un petit outil en plastique à l'extrémité) à la place du bâton de hockey sur glace. Au lieu des patins, des chaussures spéciales sont utilisées avec des semelles en caoutchouc très souples pour maximiser l'adhérence lors de la course.
- Le floorball est une forme de hockey jouée dans un gymnase ou dans une salle de sport. Une balle en plastique est utilisée et les bâtons ne mesurent qu'un mètre de long et sont fabriqués à partir de matériaux composites.
- Gena, ou Ganna, un sport de hockey sur gazon joué en Ethiopie[20].
- Le hockey en salle est une forme de hockey sur glace pratiquée dans un gymnase. Il utilise des bâtons avec des extrémités en mousse et une balle en mousse ou une rondelle en plastique.
- Le hurling et le camogie sont des jeux irlandais qui ont des ressemblances avec le hockey.
- Le hockey en salle est une variante du hockey sur gazon en salle.
- Le hockey d'antan est une forme simplifiée de hockey sur glace qui se joue sur de la glace naturellement gelée.
- La ringuette est une variante de hockey sur glace conçue pour les joueuses; il utilise un bâton droit et un anneau en caoutchouc à la place d'une rondelle. Les règles diffèrent de celles du hockey et ressemblent à un mélange de crosse et de basketball.
- Shinty est un jeu écossais qui se joue maintenant principalement dans les Highlands
- Le hockey sur table se joue à l'intérieur sur une table.
- Le hockey subaquatique se joue avec une rondelle lestée au fond d'une piscine.
- Le hockey sous glace est similaire au hockey sous-marin, mais il se joue avec une rondelle flottante sur le dessous d'une piscine gelée.